# Lauro Jardim
Lauro Jardim é um jornalista brasileiro.
Foi colunista da revista Veja, revista semanal de maior circulação do país, em que assinava a coluna "Radar", e o criador do Radar On-Line". A partir de outubro de 2015 passou a ter uma coluna no jornal O Globo. Em 17 de maio de 2017 divulgou com exclusividade trechos de depoimentos e áudios das delações dos irmãos proprietários da JBS, que gerou uma grande repercussão na política do Brasil.

## Biografia
Iniciou sua carreira em O Globo, em 1989, onde trabalhou até 1992, atuando na editoria de Economia, onde passou a chefe de reportagem. Em 1992, foi para a Istoé, como subchefe da sucursal do Rio de Janeiro. Dois anos depois, virou editor-adjunto de Política e editor de Economia do Jornal do Brasil. Em 1995, transferiu-se para a editora Abril, onde foi pelos três anos seguintes chefe da sucursal carioca da revista Exame. Em 1998 foi para Veja, onde chefiou a sucursal do Rio de Janeiro entre 1998 e 2008 e passou a editar a coluna Radar desde 2000. Em 2007, levou a coluna também para a internet, quando criou o Radar On-Line. Em setembro de 2015 deixou o "Radar" e voltou ao jornal O Globo.
Desde novembro de 2019 apresenta, juntamente com o jornalista e ex-deputado federal Fernando Gabeira, o podcast "Lauro e Gabeira" também pelo jornal O Globo, onde analisam fatos da semana.